# 2-Methylpentan
2-Methylpentan ist eine chemische Verbindung aus der Gruppe der aliphatischen, gesättigten Kohlenwasserstoffe, genauer der Hexane.

## Gewinnung und Darstellung
2-Methylpentan kommt im Erdöl vor. Die Verbindung kann auch durch die Isomerisierung von n-Hexan erhalten werden.

## Eigenschaften

### Physikalische Eigenschaften
2-Methylpentan ist ein leichtentzündliche, leicht flüchtige, farblose Flüssigkeit mit schwachem, eigentümlich benzinartigem Geruch.
Die Dampfdruckfunktion ergibt sich nach Antoine entsprechend log10(P) = A−(B/(T+C)) (P in bar, T in K) mit A = 3,9640, B = 1135,41 und C = −46,578 im Temperaturbereich von 286 bis 334 K. Die Temperaturabhängigkeit der Verdampfungsenthalpie lässt sich entsprechend der Gleichung ΔVH0=A·e(−βTr)(1−Tr)β (ΔVH0 in kJ/mol, Tr =(T/Tc) reduzierte Temperatur) mit A = 45,25 kJ/mol, β = 0,2739 und Tc = 497.5 K im Temperaturbereich zwischen 298 K und 333 K beschreiben.
Die wichtigsten thermodynamischen Eigenschaften sind in der folgenden Tabelle aufgelistet:
| Eigenschaft               | Typ     | Wert [Einheit]                                                    |
| ------------------------- | ------- | ----------------------------------------------------------------- |
| Standardbildungsenthalpie | ΔfH0gas | −174,3 kJ·mol−1                                                   |
| Verbrennungsenthalpie     | ΔcH0gas | −4157,7 kJ·mol−1                                                  |
| Wärmekapazität            | cp      | 194,19 J·mol−1·K−1 (25 °C) als Flüssigkeit                        |
| Schmelzenthalpie          | ΔfH0    | 6,27 kJ·mol−1 beim Schmelzpunkt                                   |
| Schmelzentropie           | ΔfS0    | 53,43 kJ·mol−1 beim Schmelzpunkt                                  |
| Verdampfungsenthalpie     | ΔVH0    | 27,79 kJ·mol−1 beim Normaldrucksiedepunkt 30,1 kJ·mol−1 bei 25 °C |
| Kritische Temperatur      | TC      | 224,5 °C                                                          |
| Kritischer Druck          | PC      | 30,4 bar                                                          |
| Kritisches Volumen        | VC      | 0,368 l·mol−1                                                     |
| Kritische Dichte          | ρC      | 2,72 mol·l−1                                                      |

Dampfdruckfunktion von 2-Methylpentan
Temperaturabhängigkeit der Verdampfungsenthalpie von 2-Methylpentan

### Sicherheitstechnische Kenngrößen
2-Methylpentan  bildet leicht entzündliche Dampf-Luft-Gemische. Die Verbindung hat einen Flammpunkt von <−7 °C. Der Explosionsbereich liegt zwischen 1,2 Vol.‑% (40 g/m3) als untere Explosionsgrenze (UEG) und 7 Vol.‑% (250 g/m3) als obere Explosionsgrenze (OEG). Die Zündtemperatur beträgt 300 °C. Der Stoff fällt somit in die Temperaturklasse T3.

## Verwendung
2-Methylpentan wird als Lösungsmittel verwendet und ist in Reinigungsmitteln enthalten. Die Verbindung dient auch als Vergleichssubstanz in der Spektroskopie und Chromatographie.